# Кравчук Володимир Аркадійович
Володи́мир Арка́дійович Кравчу́к (* 04.06.1937, Тростянець, нині Дубенського району Рівенської області – † 21.11.1996, Львів) — український хімік, доктор хімічних наук, професор Української академії друкарства, Заслужений діяч науки і техніки України, засновник наукової школи в галузі фотополімерів, вихователь численної групи кандидатів наук і сотень інженерів-технологів поліграфічного та фототехнічного виробництва.

## Наукова та викладацька діяльність
Це була надзвичайно добра і цільна людина, завжди був сповнений енергії. У нього було безліч ідей, задумок.
Важливе місце у його житті займає Українська академія друкарства. У 1996 році він заснував часопис «Український полімерний журнал». Міжнародного Благодійного фонду імені Володимира Кравчука буде сприяти розвитку видавничо-поліграфічної галузі України, а саме: сприяти у підготовці фахівців для видавництв і мережі розповсюдження друкованої продукції, виділяти стипендії для найкращих студентів, сприяти розвитку науково-технічної бази вищих навчальних закладів, скеровувати на стажування викладачів і студентів у закордонні ВНЗ. Для Володимира Аркадійович завжди була важлива наука в комплексі з виробництвом, тобто застосуванням наукових розробок.

## Нагороди
Присвоєно почесне звання заслуженого діяча науки і техніки України

## Творчий доробок
1. Кравчук В. А., Предко Л. С., Етліс В. С. Фотополимеризующаяся композиция. А. С. № 1120832МКИ 03 G 1/68/ДСП.І
2. Киселев В. Я., Кравчук В. А., Фомин В. А. Фотополимеризующаяся композиция. А. С. № 1137913 МКИ 03 G 1/68 /ДСП.
3. Киселев В. Я., Кравчук В. А., Фомин В. А., та інші Фотополимеризующаяся композиция для изготовлення трафаретньтх форм. А. С. № 1231995 МКИ 03 G 1 / 68 .
4. Киселев В. Я., Кравчук В. А., Киреева Л. П. Водорастворимая фотополимеризующаяся компо-зиции для изготовлення печатньіх форм. Пат SU № 1736287 МКИ 03 G 1/68 /ДСП.
5. Киселев В. Я., Киреева Л. П., Кравчук В. А., Водорастворимая фотополимеризуюшаяся композиция для изготовлення печатньіх форм. Пат SU № 1816407 А-3, МКИ 03 G 1/68 /ДСП.
6. Етліс B.C., Кравчук В. А., Предко Л. С.та інші. Фотополімеризуюча композиція. Патент України № 8614,MKIG03 1/68-1996.Бюл№ 2.:
7. Кісельов В. Я., Фомін В. А., .Кравчук В. А. Фотополімеризуюча композиція. Патент України № 8687, МКІ G 03 1/68-1997. Бюл № 3.
8. Авторское свидетельство № 730720 СССР, M СОВ G 69/26. Способ получения водорастворимых сополиамидов / В. А. Кравчук, И. Г. Грында, Л. С. Предко (СССР). — № 2488246/23-05; заявлено18.04.77. опубл. 07.07.80, бюл. № 16. — 3 С.
9. Авторское свидетельство № 1106137 СССР, МКИ G 08 G 69/26. Способ получения смешанных сополиамидов / В. А. Кравчук, Л. С. Предко (СССР). № 3494675/23-05. Заявлено 29.09.82. — 6 с.
10. Патент на винахід 8614 Україна G03C1/68. Фотополімерна композиція. В. А. Кравчук, О. М. Кривдик, Л. С. Предко — Опубл. 30. 09. 1996 р. Бюлетень № 3. — 3 с.
11. Киселев В. Я., Кравчук В. А., Боднар О. Б. Копіювальний шар на основі полівінілметакриламіду. Поліграфія і видавнича справа: Наук. тех. зб. — Вип. 26, Л.: Світ,1990.- С 21-22.
12. Кравчук В. А. Твердые фотополимеризующейся композиции для трафаретной печати. «Технология и конструирование в электронной аппаратуре» Одесса, 1992 № 1, -С 39.
13. Кравчук В. А., Ліпатов Ю. С., Козак Н..В., та інші. Зшивання полівінілметоксиметакриламі-ду в присутності дикатонатів металів. Доповіді НАН України, К/.1997.- № 9, -С 142—146
14. А.с. 698781 СССР. Способ изготовления фотополимерных печатных форм с фотополимеризующимся приправочным рельефом. / Анисимова С. В., Демков В. И., Дудяк В. А., Запоточный В. Й., Лазаренко Э. Т., Кравчук В. А., Петрова В. М., Овдиенко Я. А., Смиян Л. Г. (СССР). — № 2301640; заявл. 27.07.79; опубл. 25.11.79, бюл. № 43. -2 с.